# Matamata
Matamata är ett litet samhälle i regionen Waikato på Nya Zeeland. Samhället ligger nära sluttningarna till bergskedjan Kaimai Ranges, ungefär 120 kilometer från Hamilton. Administrativt hör Matamata till distriktet Matamata-Piako. Samhället har omkring 6 000 invånare och ytterligare cirka 6 000 människor är bosatta på den omgivande landsbygden.
Regionen runt Matamata är ett jordbruksområde känt för uppfödning av fullblodshästar. State Highway 27 och Kinleith Branch-järnvägen passerar samhället. En närliggande gård användes som inspelningsplats för scenerna i Fylke i Peter Jacksons Trilogin om Härskarringen. Gården är nu en turistattraktion. 